# Rhodizite
La rhodizite est un minéral de la catégorie des borates, et de formule (K,Cs)Al4Be4(B,Be)12O28 ou KBe4Al4(B11Be)O28 (selon l'IMA). Elle se présente sous forme cristaux blanc à jaune, transparent à translucide de grande dureté et d'une taille allant de quelques millimètres à plusieurs plusieurs centimètres. Son symbole IMA est Rdz.
C'est un minéral rare que l'on trouve principalement dans les pegmatites de granite riches en alcalins. Elle se présente généralement sous la forme de dodécaèdres et de tétraèdres bien formés, mesurant jusqu'à 3,5 cm, avec des modifications sur les faces {001} et {111}. La gemme est parfois sujette à des macles sur {111}, bien que cela soit peu courant.
Son nom vient du mot grec « ῥόδεος » pour la couleur rose, en raison de la couleur rose-rouge que le minéral donne à la flamme du chalumeau.

## Historique
La rhodizite a été décrite pour la première fois par Rose en 1834 sans données chimiques quantitatives. Une analyse chimique a été faite par Damour en 1882 mais s'est révélée plus tard incomplète, omettant à la fois le lithium et le béryllium. Les métaux alcalins n'ont pas non plus été séparés dans l'analyse. Pekov et al. (2010) ont réanalysé des spécimens co-types de rhodizite de Sarapulsk et Shaitanka en Russie et ont trouvé que tous étaient à dominante césium (plus important que le potassium K) et seraient donc de la londonite ((Cs,K,Rb)Al4Be4(B,Be)12O28) selon la nomenclature IMA. Aucun échantillon n'a été vérifié dans les localités co-types, les mines Ministerskaya Yama et Mor en Russie. Cependant, des exemplaires à dominante K de la série londonite-rhodizite ont été observés à Madagascar. Ceux-ci décrits dans la série chimique londonite-rhodizite par Simmons et al. en 2001 peuvent être encore classés comme rhodizite dans la littérature.

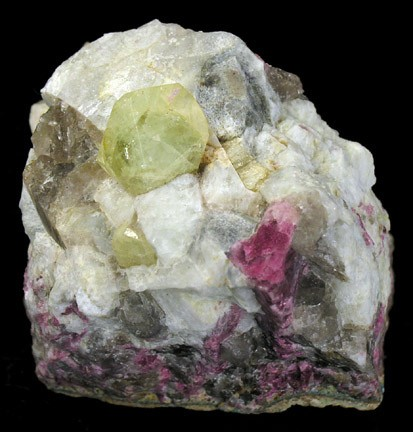
Rhodizite associée à de la rubellite provenant de la pegmatite de la commune de Tetezantsio-Andoabatokely, Madagascar

## Propriétés
Sur le plan des propriétés physiques, la rhodizite présente une clivage indistinct sur {111} et {111}, ainsi qu'une fracture conchoïdale. Sa dureté est évaluée entre 8 et 8,5 sur l'échelle de Mohs. Elle présente des propriétés piézoélectriques et pyroélectriques marquées. Ces phénomènes sont liés à la capacité du minéral à générer une charge électrique lorsqu'il est soumis à une contrainte mécanique (piézoélectricité) ou à un changement de température (pyroélectricité).
Du point de vue optique, la rhodizite est transparente à translucide. Elle se présente souvent sous forme incolore à blanche, parfois avec une légère nuance de gris pâle ou de jaune pâle. En lumière transmise, elle apparaît incolore. Son éclat est vitreux à légèrement adamantin.
La rhodizite est isotrope, mais peut présenter une biréfringence anormale localisée. Son indice de réfraction est de n = 1,693.
Les données cristallographiques indiquent que la rhodizite cristallise dans le système cubique, avec le groupe d'espace P 43m, avec un paramètre de maille compris entre 7,317 et 7,319 Å.
L'identification du rhodizite peut se faire à l'aide de motifs de diffraction des rayons X (sur poudre). Les schémas de diffraction obtenus à partir d'échantillons provenant de Manjaka, à Madagascar, sont très similaires à ceux de la londonite. Les principales raies de diffraction de la rhodizite sont observées à des angles de 2θ de 2,983 (100 %), 2,440 (51 %), 3,274 (48 %), 2,111 (37 %), 1,775 (25 %), 1,956 (22 %) et 2,205 (21 %).

## Gisements
La rhodizite se trouve principalement à Madagascar (15 gisements), toutefois deux gisements importants se trouvent en Russie dans l'oblast de Sverdlovsk. On en trouve en Angleterre et dans une mine américaine aussi.